# Ehrenberg (Arizona)
Ehrenberg ist ein Census-designated place im La Paz County im US-Bundesstaat Arizona.
Das U.S. Census Bureau hat bei der Volkszählung 2020 eine Einwohnerzahl von 763 ermittelt.
Ehrenberg hat eine Fläche von 31,6 km². Die Bevölkerungsdichte liegt bei 25 Einwohnern je km². Ehrenberg liegt am Colorado River und an der Interstate 10.
Früher hieß der Ort Mineral City – er wurde zum ehrenden Gedenken an den deutschen Emigranten, Kartographen, Ingenieur und Autor Hermann Ehrenberg in Ehrenberg umbenannt.